# 甦れ! 俺の西鉄ライオンズ
『甦れ! 俺の西鉄ライオンズ』（よみがえれ! おれのにしてつライオンズ）は、1978年6月1日に徳間音楽工業から発売された黒田武士のシングルレコード。規格品番はKA-1123。及び同シングルの収録曲。

## 概要
1950年に「西鉄クリッパース」として発足、あくる1951年に「西鉄ライオンズ」となって以後、パシフィック・リーグの強豪として君臨した福岡のライオンズだったが、いわゆる黒い霧事件の影響で、その黄金時代の輝きを取り戻すことができず、その後福岡野球への身売り（スポンサーとして太平洋クラブ、クラウンガスライター）を経験。値上げされた本拠地・平和台野球場（福岡県福岡市）の使用料と観客の少なさに起因する資金不足が常態で引き続き低迷していた。
この楽曲は当時のライオンズ（球団名「クラウンライターライオンズ」）の状況を憂えた九州出身の中山大三郎が作詞・作曲を担当し、演歌歌手の黒田武士が歌唱を担当した軍歌調の歌である。成績の低迷、度々変わる球団名、不安定な球団経営に対するファンの怒り、また往年の名選手を織り込んで歌にしている。その為、「返せ!返せ!ライオンズを返せ!!」というフレーズがあったり、「俺達の手にライオンズを取り戻そう。新しい名前は例えば九州ライオンズ」という建設的提言の節もあったりした。また、間奏部分には読売ジャイアンツ（巨人）を3連敗から逆転の4連勝して優勝した1958年の日本シリーズの実況音源を入れている。中山はこれ以前にもプロ野球関連曲としてセ・リーグ連盟歌『六つの星』や『ゴーゴー掛布』などを手掛けていたが、この曲については『週刊読売』の取材に対し、自身がライオンズのファンであることから「一番つくりたかった歌」であると語った上で、「日ごろ思っていることをぶつけた。もう一度、ライオンズの黄金時代がくることを夢みて、やむにやまれぬ気持ちで作った」と述べている。
発売後には1か月でレコード約8万枚が売れ、ライオンズの低迷ぶりを痛烈に揶揄する歌詞と黄金時代の逆転優勝試合の実況録音を織り交ぜた曲として、博多の街で静かなブームを呼び、またキャンペーンを展開した九州朝日放送に多くの反響が寄せられたと報じられている。
カップリング（B面）には「平和台おお騒ぎ〜ライオンズ昭和54年〜」という題名の曲が収録されているが、同曲は「ライオンズが久々に優勝したら」という設定で（史実では埼玉移転初年度となった）「1979年のライオンズの活躍」を歌っている。1番と2番の間奏では、ライオンズ（先発・東尾修）がパ・リーグ優勝を賭けてプレーオフで阪急ブレーブスと戦い、本拠地・平和台球場で開催された第5戦で立花義家が阪急のエース・山田久志からサヨナラホームランを放ち、16年ぶりのリーグ優勝を決めるという架空実況がなされている。そして2番と3番の間奏では、日本シリーズでセ・リーグ覇者の巨人相手に4連勝し、最後は平和台で永射保が胴上げ投手となって1958年以来21年ぶりの日本一に輝くという架空実況がなされている。
結局1978年を最後に国土計画へ売却されて埼玉県へ移転したため、福岡のライオンズは28年の歴史に幕を下ろしたが、作詞・発表当時はまだ移転・売却が表面化していなかったため「移転反対」を意思表示する目的で書かれた曲ではなかった。
レコード発売に先立って、KBCラジオ『まずはラジオでおつかれさん』で放送されると、「現役選手に聞かせて奮起させろ」「聞いたバイ。胸の熱うなった。この歌を平和台球場に流して、球団、現役選手に喝を入れてくれ」等の声が同局に殺到したという。
その後、同年秋に上記の身売りと埼玉移転が発表されたため、移転に対してこの曲の歌詞を重ね合わせて考えるファンもいた。
クラウンライターとして最後の試合となった1978年11月18日のシンシナティ・レッズ対クラウンライター・巨人連合（平和台球場）の試合後、別れを惜しむ福岡のライオンズファンがこの曲を合唱したが、この光景を目にしたレッズのスパーキー・アンダーソン監督は「葬送曲が流れている」と語ったという。
野球に関する音源のみで行うDJイベント『プロ野球 音の球宴』ではゲームセット直前に必ず歌われている。

## 収録曲
1. 甦れ! 俺の西鉄ライオンズ
  - 作詞・作曲：中山大三郎、歌：黒田武士、コーラス：中山大三郎とライオンズ狂団
2. 平和台おお騒ぎ -ライオンズ昭和54年-
  - 構成：中山大三郎とライオンズ狂団、アナウンス：諸岡青二

## 歌詞に登場する選手
『甦れ! 俺の西鉄ライオンズ』に登場する選手
- 高倉照幸
- 豊田泰光
- 大下弘
- 中西太
- 関口清治
- 和田博実
- 小淵泰輔
- 仰木彬
- 滝内弥瑞生
- 河野昭修
- 玉造陽二
- 城戸則文
- 稲尾和久
- 河村英文
- 島原幸雄
- 西村貞朗
- 若生忠男
- 畑隆幸

『平和台おお騒ぎ -ライオンズ昭和54年-』の架空実況に登場する選手
- 山田久志 - 1番と2番の間奏にのみ登場。彼のみライオンズの選手ではなく、その対戦相手（阪急ブレーブス）の選手である。
- 東尾修 - 1番と2番の間奏、2番と3番の間奏の双方に登場。
- 立花義家 - 1番と2番の間奏にのみ登場。
- 永射保 - 以下の選手は2番と3番の間奏にのみ登場。
- 若菜嘉晴[注 2]
- 大田卓司
- 楠城徹
- 竹之内雅史[注 2]
- 吉岡悟
- 鈴木葉留彦
- 広瀬宰
- 土井正博